# Half the Perfect World
Albums de Madeleine Peyroux
Careless Love
(2004) Bare Bones
(2009)
Half the Perfect World est un album enregistré au studio de Madeleine Peyroux. Il sort le 12 septembre 2006. Il est parvenu jusqu’à la 33e place du Billboard 200.

## Chansons
1. I'm All Right – 3:27 (coécrite avec Walter Becker et Larry Klein)
2. The Summer Wind – 3:55
3. Blue Alert (par Leonard Cohen et Anjani Thomas) – 4:10
4. Everybody's Talking (par Fred Neil) – 5:10
5. River (par Joni Mitchell, joué par k.d. lang) – 5:19
6. All I Need Is A Little Bit – 4:02
7. Once In A While – 4:00
8. (Looking For) The Heart Of Saturday Night (par Tom Waits) – 3:27
9. Half The Perfect World (par Leonard Cohen et Anjani Thomas) – 4:21
10. La Javanaise – 4:11
11. California Rain – 2:57
12. Smile – 3:57

Total: 48:56.

## Meilleures places
Quelques-unes des meilleures places réalisées par l'album:
- Autriche : 42e
- France: 15e
- Nouvelle-Zélande: 25e
- Suède: 24e
- Suisse: 41e

## Personnel
- Madeleine Peyroux — Chant, guitare acoustique
- Dean Parks — guitares
- David Piltch — Basse
- Jay Bellerose — Batterie, Percussions
- Scott Amendola — Batterie
- Sam Yahel — Clavier

plus
- Gary Foster — Saxophone
- Greg Leisz — pedal steel guitar
- Till Brönner — trompette
- Larry Goldings — célesta